# Sund & Hed
Sund & Hed er bladet for alle studerende på Det Sundhedsvidenskabelige Fakultet på Syddansk Universitet. Det udkommer med ca. 15 numre per år, og redaktionen består af studerende fra fakultetet.